# Commezzadura
Commezzadura é uma comuna italiana da região do Trentino-Alto Ádige, província de Trento, com cerca de 906 habitantes. Estende-se por uma área de 22 km², tendo uma densidade populacional de 41 hab/km². Faz divisa com Rabbi, Malé, Mezzana, Dimaro e Pinzolo.